# Selenyj Haj (Nikopol)
Der Ort Selenyj Haj (ukrainisch Зелений Гай) im Rajon Nikopol geht auf das russlandmennonitische Dorf Neuhorst zurück.
Das Dorf Neuhorst wurde 1824 von 13 Familien aus den Kolonien Neuendorf und Schönhorst gegründet, deren Name offenbar im Namen des neuen Ortes kombiniert wurde. Neuhorst war eines der kleineren Dörfer der Kolonie Chortitza.
Die ersten hölzernen Häuser wurden nach einem Brand durch Ziegelbauten ersetzt. Den Wohnhäusern wurden in traditioneller Weise Scheunen und Speicher angebaut, Das Dorf hatte zwei Windmühlen und einen kleinen Laden. Kirchlich gehörten die Bewohner zur Neuendorfer Gemeinde, doch wurden auch in der Schule Gottesdienste abgehalten.
Das backsteinerne Schulhaus wurde 1912 verlängert.
Während des Bürgerkriegs schwer zerstört, wurden das Dorf 1919–20 wiederholt von Banden geplündert. Das Dorf wurde danach 1 km weiter südlich neu errichtet. Bis 1938 war Deutsch Unterrichtssprache, danach Russisch und Ukrainisch. In den Familien wurde ein plattdeutscher Dialekt gesprochen. Zwischenzeitlich hieß der Ort auch Ternowataja.